# 伊斯梅尔·马祖基

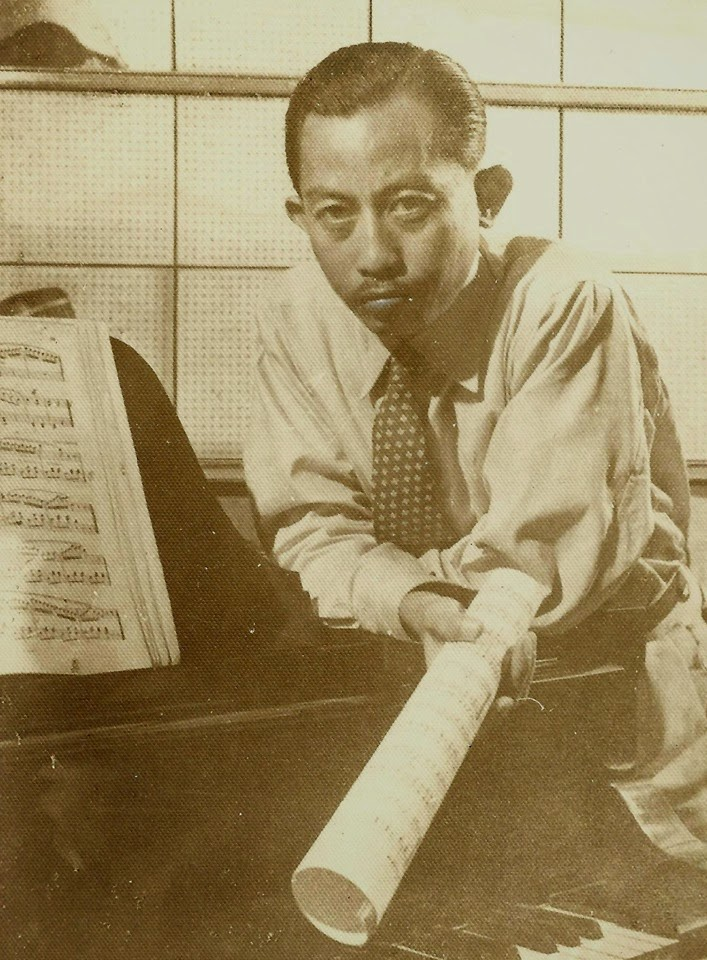
伊斯梅尔·马祖基

伊斯梅尔·马祖基（Ismail Marzuki，1914年5月11日 – 1958年5月25日）是印度尼西亚作曲家、词曲作者和音乐家，他在1931年至1958年间创作了包括爱国歌曲在內的200多首歌曲。後來他在家中因肺病去世。2004年，他被评为印度尼西亚民族英雄。